# Рудник (Мінський повіт)
Рудник (пол. Rudnik) — село в Польщі, у гміні Цеґлув Мінського повіту Мазовецького воєводства.
Населення — 144 особи (2011).
У 1975-1998 роках село належало до Седлецького воєводства.

## Демографія
Демографічна структура станом на 31 березня 2011 року:
|          | Загалом | Допрацездатний вік | Працездатний вік | Постпрацездатний вік |
| -------- | ------- | ------------------ | ---------------- | -------------------- |
| Чоловіки | 70      | 12                 | 48               | 10                   |
| Жінки    | 74      | 11                 | 42               | 21                   |
| Разом    | 144     | 23                 | 90               | 31                   |